# 沙穆
沙穆（法語：Chamoux，法語發音：[ʃamu]）是法国勃艮第-弗朗什-孔泰大区约讷省的一个市镇，属于阿瓦隆区。

## 地理
沙穆（47°27'24"N, 3°39'44"E）面积6.93 平方千米，位于法国勃艮第-弗朗什-孔泰大區约讷省，该省份为法国中北部内陆省份，西接卢瓦雷省，西北接塞纳-马恩省，南至涅夫勒省，东临科多尔省，东北与奥布省接壤。
与沙穆接壤的市镇（或旧市镇、城区）包括：阿涅尔苏布瓦、布雷沃、拉迈松迪约、韦兹莱。

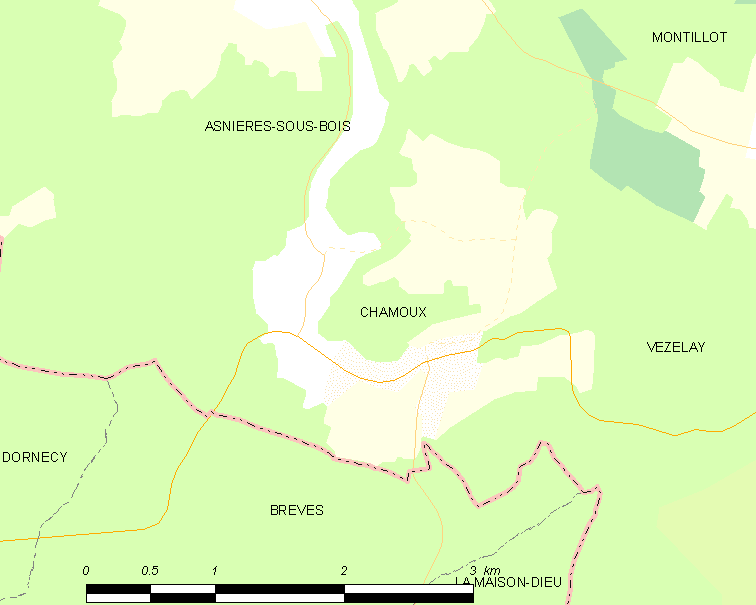
沙穆的OSM定位图

沙穆的时区为UTC+01:00、UTC+02:00（夏令时）。

## 行政
沙穆的邮政编码为89660，INSEE市镇编码为89071。

## 政治
沙穆所属的省级选区为茹拉维尔县。

## 人口

1962-2008年间沙穆人口变化图示

沙穆于2022年1月1日时的人口数量为95人。